# Mšené-lázně
Mšené-lázně – miejscowość i gmina (obec) w Czechach, w kraju usteckim, w powiecie Litomierzyce. W 2022 roku liczyła 1819 mieszkańców.